# Хуан Антоніо Бава
Хуан Антоніо Бава (ісп. Juan Antonio Bava, нар. 10 жовтня 1947) — аргентинський футбольний арбітр. Арбітр ФІФА з 1984 до 1993 року.

## Кар'єра
Працював на таких великих змаганнях :
- Суперкубок Лібертадорес 1989 (матч-відповідь)
- Молодіжний чемпіонат світу 1989 (1 матч)
- Юнацький чемпіонат світу 1991 (1 матч)